# Sarong (materiał)

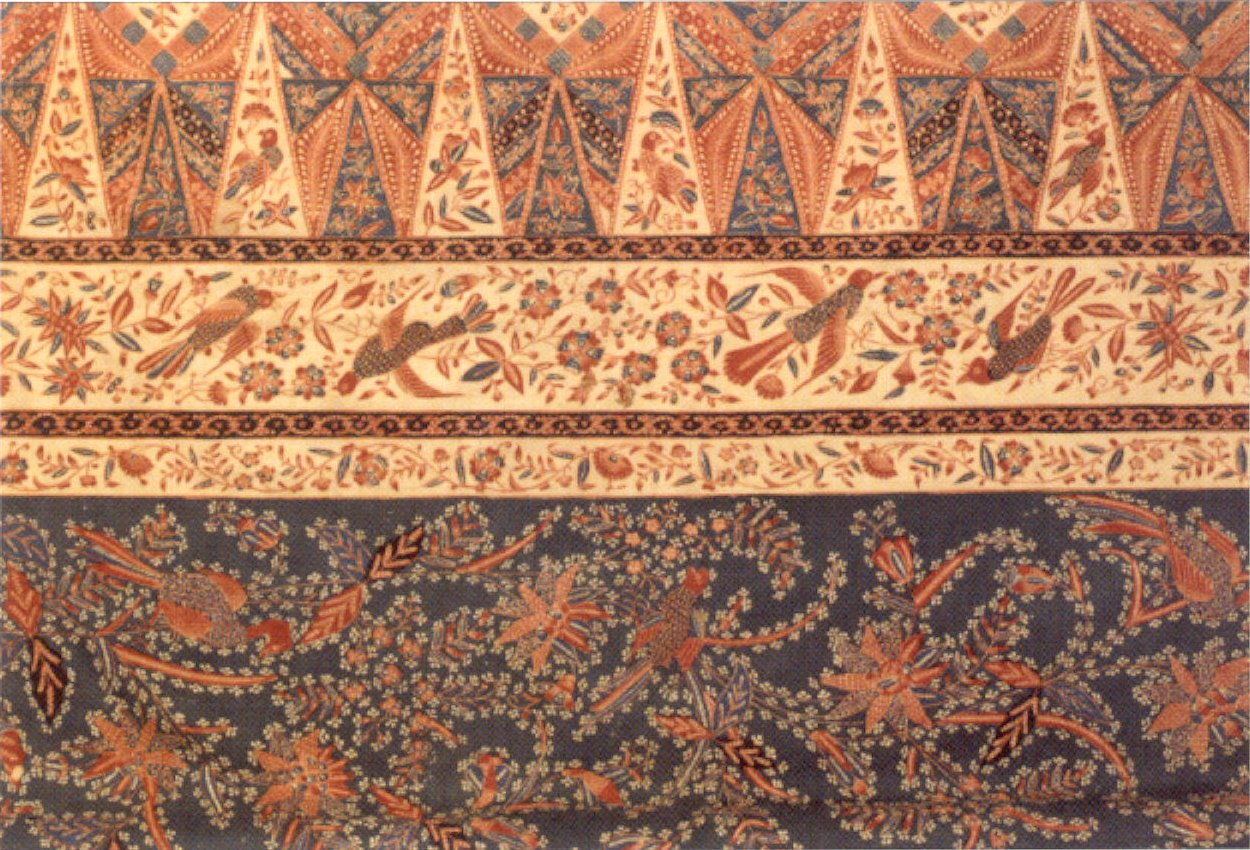
Sarong z Jawy, ok. 1880

Sarong – rodzaj bawełnianej tkaniny, która ma barwne pasy bądź kratę. Sarong jest jednocześnie przetykany srebrnymi albo złotymi nitkami. Tkanina ta jest wyrabiana w południowo-wschodniej Azji.